# Гульский хребет
Гу́льский хребе́т — горный хребет на востоке Забайкальского края России, в правобережье среднего течения реки Тунгир от долины реки Черемная (на западе) до долины реки Гуля (на востоке).
Общая протяжённость хребта составляет около 50 км при средней ширине 15 км. Преобладающие высоты — 900—1100 м, максимальная — 1215 м. Хребет сложен породами позднеархейского и протерозойского возраста. В рельефе преобладают среднегорья, местами низкогорья, расчленённые долинами рек. По склонам встречаются курумы и скальные выступы. Основной тип ландшафта — горная тайга.

## Топографические карты
- Лист карты N-51-XIII г. Рассыпка. Масштаб: 1 : 200 000. Состояние местности на 1961—1982 год. Издание 1986 г.